# Osvaldo Bosso
Osvaldo Javier Bosso Torres (* 14. Oktober 1993 in Santiago) ist ein chilenischer Fußballspieler.

## Karriere
Osvaldo Bosso kam mit zwölf Jahren in die Jugend von Audax Italiano und debütierte 2011 in der Primera División. Die ersten Jahre stand er hauptsächlich im Kader der B-Mannschaft, die in der Segunda División spielte. Ab 2014 kam er im Profiteam regelmäßig zum Einsatz und konnte in den folgenden Jahren überzeugen. Nach 19 Jahren im Trikot von Audax verabschiedete sich Bosso als Kapitän der Mannschaft und wechselte im Januar 2024 zu Ñublense.